# Hylesia nanus
Hylesia nanus är en fjärilsart som beskrevs av Walker 1855. Hylesia nanus ingår i släktet Hylesia och familjen påfågelsspinnare. Inga underarter finns listade i Catalogue of Life.